# Warwara Petrowna Podjapolskaja
Warwara Petrowna Podjapolskaja (russisch Варвара Петровна Подъяпольская; * 29. Junijul. / 11. Juli 1892greg.; † 25. Januar 1975) war eine sowjetische Helminthologin.

## Leben
Nach dem Besuch des Saratower Mädchengymnasiums des Volksbildungsministeriums studierte Podjapolskaja in Moskau in den von Wladimir Guerrier gegründeten  Höheren Kursen für Frauen (jetzt Pädagogische Staatliche Universität Moskau (MPGU)) in der Medizinischen Fakultät mit Abschluss 1918 bei Konstantin Skrjabin nach der Oktoberrevolution.
Nach dem Bürgerkrieg war Podjapolskaja Chefärztin eines Sanatoriums bis zum Ende der 1930er Jahre.
Ab 1941 leitete Podjapolskaja die Abteilung für Medizinische Helminthologie des Marzinowski-Instituts für Parasitologie und Tropenmedizin bis  1963, als sie wissenschaftliche Beraterin wurde. Ab 1953 war sie Korrespondierendes Mitglied der Akademie der Medizinischen Wissenschaften der UdSSR.
Die Forschungsschwerpunkte Podjapolskajas waren die Grundlagen der Wurmerkrankungen des Menschen im Hinblick auf Ätiologie, Pathogenese, Diagnose, Heilung, Epidemiologie und Prophylaxe.
Podjapolskaja starb am 25. Januar 1975 und wurde auf dem Moskauer Wagankowoer Friedhof begraben.

## Ehrungen, Preise
- Stalinpreis III. Klasse (1951) für die Monografie über die Wurmkrankheiten des Menschen (1950 zusammen mit W. F. Kapustin)[1][3][4]
- Leninorden[1]
- Ehrenzeichen der Sowjetunion[1]
- Medaillen
- Kyrill-und-Method-Orden der Volksrepublik Bulgarien[1]